# Campeonato Paulista
Campeonato Paulista – piłkarskie mistrzostwa brazylijskiego stanu São Paulo. Uważana za jedną z najsilniejszych lig stanowych w Brazylii (obok lig stanów Minas Gerais i Rio de Janeiro). Pierwsza liga zwana Série A1 składa się z 20 klubów i prowadzi rozgrywki co roku od stycznia do kwietnia. Wielką estymą cieszą się pojedynki tak słynnych nie tylko w Brazylii, ale i na całym świecie klubów jak Corinthians Paulista, SE Palmeiras, Santos FC czy São Paulo FC. Liga, często określana przydomkiem Paulistão jest najstarszą ligą Brazylii, gdyż swoje pierwsze mistrzostwa przeprowadziła już w 1902 roku.
W ramach Campeonato Paulista istnieją także niższe klasy rozgrywkowe: Série A2 (druga liga), Série A3 (trzecia liga) oraz Série B (czwarta liga).

## Format
Rozgrywki Campeonato Paulista organizowane są corocznie przez stanową federację piłkarską Federação Paulista de Futebol (w skrócie FPF). W rozgrywkach pierwszej ligi (Série A1) bierze udział 20 klubów ze stanu São Paulo. W nowym formacie, zapoczątkowanym w 2007, kluby grają ze sobą każdy z każdym po jednym meczu. Następnie najlepsza czwórka rozgrywa półfinały i finał systemem pucharowym (mecz i rewanż). Kluby, które zakończą rozgrywki na miejscach od 5 do 8, które jednocześnie nie są klubami z miasta São Paulo, rozgrywają turniej „Campeão do Interior” (ponieważ turniej ten organizuje się z myślą o słabszych klubach stanu, nie może w nim uczestniczyć również klub Santos FC). Cztery ostatnie kluby w tabeli spadają do drugiej ligi (Campeonato Paulista Série A2). W sezonie 2008 Série A2 oraz A3 liczą po 20 klubów, a w rozgrywkach Série B bierze udział 45 zespołów.

## Historia

### Założenie
Główną osobą, która przyczyniła się do stworzenia mistrzostw stanu São Paulo był Charles Miller. Gdy wrócił z Anglii, gdzie podczas studiów zapoznał się z piłką nożną, przedstawił w Brazylii zasady, na jakich tworzone są związki piłkarskie. Liga Paulista de Foot-Ball (w skrócie LPF) założona została 14 grudnia 1901 roku przez kluby: São Paulo Athletic Club, Internacional, Mackenzie, Germânia i Paulistano. Od kwietnia do października 1902 roku kluby te rozegrały pierwsze w historii mistrzostwa stanu São Paulo, a pierwszym zwycięzcą okazał się klub São Paulo AC (z Charlesem Millerem jako królem strzelców).
W następnych latach popularność futbolu rosła. Początkowo najlepszym klubem był klub Paulistano złożony z zawodników pochodzących z najbogatszych rodzin. Gdy do São Paulo i Rio de Janeiro przybył z Anglii londyński klub amatorski Corinthians Paulista, z łatwością pokonał najlepsze brazylijskie kluby. Gra angielskiego klubu zrobiła tak wielkie wrażenie na najmłodszych kibicach piłkarskich, że wkrótce grupa nastolatków założyła pierwszy, cieszący się szerokim uznaniem, klub o nazwie Sport Club Corinthians Paulista.

### Spory i problemy
Rosnąca w szybkim tempie popularność futbolu wśród niższych klas doprowadziła do pierwszych tarć. Kierownicy stanowej federacji futbolowej uważali, że piłka nożna powinna pozostać sportem tylko dla elit i nie chcieli nawet słyszeć o dopuszczeniu do gry niższych klas społeczeństwa. Ostre różnice zdań w tej sprawie doprowadziły do podziału w futbolu stanu São Paulo i utworzeniu konkurencyjnej ligi przez nowy związek – Associação Paulista de Esportes Atléticos (APEA), który zajął się promocją sportu wśród klas pracujących. Kluby Corinthians Paulista, Palestra Itália oraz Paulistano pomoglł w utworzeniu nowej ligi stanowej.
W roku 1917 LPF zawiesi swoją działalność i w ten sposób aż do 1926 roku APEA organizowała jedyną ligę w stanie São Paulo. Coraz silniejsze kluby, rosnące tłumy publiczności na trybunach oraz wielcy piłkarze jak Neco z Corinthians czy Friedenreich z Paulistano przyczyniali się do przemiany piłki nożnej z „zagranicznej zabawy” na brazylijski sport narodowy. Doszło teraz do sporów wokół sprawy przejścia z futbolu amatorskiego do futbolu zawodowego, w wyniku których najbardziej utytułowany wtedy klub Paulistano wystąpił z ligi i stworzył ligę amatorską (Liga de Amadores de Futebol – czyli LAF). Rywalizacja między dwoma ligami przyczyniła się do dalszego rozwoju piłki nożnej w stanie.
W 1930 roku zakończyła swą działalność LAF i dla futbolu stanu São Paulo rozpoczęła się nowa era. Gdy w 1933 roku utworzona została Bandeirante Football League, piłkarze stali się zawodowcami. Corinthians i Palestra Itália zachowały swoje pozycje jako najpotężniejsze i najbardziej popularne kluby. Powstało także wiele nowych klubów walczących o przychylnych sobie kibiców. Członkowie klubu Paulistano, którzy przekonali się do zawodowstwa, wspólnie z kierownikami AA Palmeiras dogadali się w sprawie fuzji tworząc trzeci potężny klub w mieście – São Paulo Futebol Clube.

### Nowoczesna era
APEA zakończyła swą działalność w 1938 roku, natomiast federacja Bandeirante Football League po licznych zmianach nazw przekształciła się ostatecznie 22 kwietnia 1941 roku w Federação Paulista de Futebol (czyli FPF). W następnym roku klub São Paulo podpisał kontrakt z Leonidasem da Silva i wygrał 5 z ośmiu mistrzostw stanu. W roku 1943 klub Palestra Itália z powodu II wojny światowej i zakazu odnoszenia się nazw klubów do państw osi zmienił swą nazwę na Palmeiras. Szybki rozwój futbolu w stanie São Paulo wymusił utworzenie w 1948 roku drugiej ligi stanowej. Pierwszym klubem, który awansował z drugiej do pierwszej ligi był XV de Novembro z miasta Piracicaba.
Kluby São Paulo, Palmeiras i Corinthians dominowały w pierwszych 15 mistrzostwach. W roku 1957 pojawił się największy piłkarz w historii Brazylii – Pelé. Jego fantastyczna gra i zdobyte bramki doprowadziły Santos do wygrania 9 spośród 12 mistrzostw stanu São Paulo. Od roku 1957 do 1965 Pelé w każdym sezonie zdobywał koronę króla strzelców (w jednym z sezonów zdobył rekordową liczbę 58 goli). Santos w tym czasie zdobył nie tylko liczne tytuły mistrza stanu, ale także odniósł sukcesy w innych rozgrywkach krajowych, a przede wszystkim w międzynarodowych. Jedynym klubem w stanie, któremu udało się przerwać dominację Santosu był Palmeiras.
Na początku lat 70. Brazylia zorganizowała ogólnonarodowe mistrzostwa, konkurencyjne wobec mistrzostw stanowych i regionalnych. W roku 1977, po 24 latach posuchy, Corinthians został mistrzem stanu. Na początku lat 80. toczyła się wielka batalia między Corinthiansem (Sócrates) a São Paulo (Serginho Chulapa). Corinthians wygrał w roku 1982 i 1983 potwierdzając słuszność nowej filozofii klubowego zarządu, by we wszystkich kierowniczych decyzjach klubu udział swój mieli także piłkarze. Jednak w dekadzie tej największe sukcesy odniósł klub São Paulo, który został mistrzem stanu w roku 1980, 1981, 1985, 1987 i 1989. Końcówka lat 80. to pojawienie się w zespole São Paulo takich graczy jak Müller czy Silas (znani jako „Menudos do Morumbi”). W roku 1986 doszło do wielkiej sensacji, gdy po pokonaniu w finale klubu Palmeiras mistrzostwo stanu zdobył klub Internacional Limeira.
Jeszcze większą niespodzianką był finał Bragantino – Novorizontino w 1990 roku, w którym nie znalazł się żaden z wielkich klubów stanu. W latach 1993, 1994 i 1996 wygrywał klub Palmeiras, który w latach 90. dysponował bardzo mocna drużyną, w której skład wchodzili tacy piłkarze jak Rivaldo, Roberto Carlos, Edmundo czy César Sampaio. Drużyna Palmeiras, zwana w tym okresie „Zieloną Maszyną” podczas mistrzostw stanu w 1996 roku zdobyła aż 100 bramek. W okresie 1995–2003 Corinthians został mistrzem stanu pięciokrotnie, dzięki czemu z 25 tytułami mistrza stał się liderem w stuletniej historii mistrzostw stanu.
W 1994 roku FPF dokonała restrukturyzacji mistrzostw stanu, tworząc w miejsce dotychczasowych lig sześć nowych lig:
1. Campeonato Paulista Série A1

2. Campeonato Paulista Série A2

3. Campeonato Paulista Série A3

4. Campeonato Paulista Série B1

5. Campeonato Paulista Série B2

6. Campeonato Paulista Série B3
Od sezonu 2005 istnieją tylko 4 poziomy rozgrywek: Série A1 (I liga), A2 (II liga), A3 (III liga) oraz B (IV liga).

## Campeonato Paulista Série A1 w roku 2019
Pierwsza liga stanu São Paulo:
- Botafogo-SP – Ribeirão Preto
- Bragantino – Bragança Paulista
- Corinthians – São Paulo
- Ferroviária – Araraquara
- Guarani – Campinas
- Ituano – Itu
- Mirassol – Mirassol
- Novorizontino – Novo Horizonte
- Oeste – Barueri
- Palmeiras – São Paulo
- Ponte Preta – Campinas
- Red Bull Brasil – Campinas
- Santos – Santos
- São Bento – Sorocaba
- São Caetano – São Caetano do Sul
- São Paulo – São Paulo

## Mistrzostwa stanu São Paulo

### Mistrzowie i królowie strzelców
- LPF – Liga Paulista de Foot-Ball
- APEA – Associação Paulista de Esportes Atléticos
- LAF – Liga Amadores de Futebol
- LFESP – Liga de Futebol do Estado de São Paulo
- Począwszy od roku 1941 wszystkie edycje mistrzostw stanu organizowane były przez FPF – Federação Paulista de Futebol

[1] W roku 2002 FPF zorganizowała supermistrzostwa z 3 najlepszymi drużynami Torneio Rio-São Paulo (Corinthians, São Paulo i Palmeiras) i mistrzem ligi stanu São Paulo z 2002 (Ituano)

### Klasyfikacja według liczby zdobytych tytułów
| Klub                       | Tytuły |
| -------------------------- | ------ |
| Corinthians Paulista       | 30     |
| SE Palmeiras               | 22     |
| Santos FC                  | 22     |
| São Paulo FC               | 21     |
| Paulistano                 | 12     |
| São Paulo Athletic Club    | 4      |
| AA Palmeiras               | 3      |
| Portuguesa                 | 3      |
| Americano                  | 2      |
| Germânia                   | 2      |
| Internacional de São Paulo | 2      |
| AA São Bento               | 2      |
| São Paulo da Floresta      | 1      |
| Inter de Limeira           | 1      |
| Bragantino                 | 1      |
| São Caetano                | 1      |